# Distretto di Jyotiba Phule Nagar
Jyotiba Phule Nagar è un distretto dell'India di 1 499 193 abitanti. Capoluogo del distretto è Amroha.